# Stefan Bengtson
Stefan Bengtson, född 1947 i Gällivare, död 5 oktober 2024 i Rom, var en svensk paleozoolog. 
Stefan Bengtson disputerade 1977 vid Uppsala universitet och är förste intendent och professor emeritus i paleozoologi vid Naturhistoriska riksmuseet. Han är världsledande expert på de äldsta fossila faunorna, från den kambriska epoken för ca 550 miljoner år sedan. Vid sidan om forskningsarbetat har han också medverkat som redaktör i flera paleontologiska tidskrifter. Han invaldes 2003 som ledamot av Vetenskapsakademien.

### Tryckt litteratur
- Kungl. Vetenskapsakademiens årsberättelse 2003 (Documenta no. 77). Stockholm: Kungl. Vetenskapsakademien. 2004. sid. 34. ISSN 0347-5719 Libris 3682164

### Fotnoter
1. ↑  Libris, Kungliga biblioteket, SELIBR-ID: 177282, läst: 9 oktober 2017.[källa från Wikidata]
2. 1 2 3  Stefan Bengtson (1947–2024) (på engelska), 5 november 2024, 10.1038/s41559-024-02581-8, no value: 2397-334X, läs online, läst: 23 november 2024.[källa från Wikidata]
3. ↑  ORCID Public Data File 2023, 27 september 2023, 10.23640/07243.24204912.V1, läs onlineläs online, läst: 10 november 2023.[källa från Wikidata]
4. ↑  läs online, www.nasonline.org .[källa från Wikidata]
5. ↑  ”Stefan Bengtson (1947–2024)” (på engelska). https://www.nature.com/articles/s41559-024-02581-8. Läst 20 november 2024.
6. ↑  Bengtson, Stefan (1977) (på engelska). Aspects of problematic fossils in the early palaeozoic. Abstracts of Uppsala dissertations from the Faculty of Science, 0345-0058 ; 415. Uppsala: Univ. Libris 7423377. ISBN 91-554-0614-9